# 瀬川菊之丞 (6代目)
六代目 瀬川 菊之丞（ろくだいめ せがわ きくのじょう、1907年（明治40年）3月25日 - 1976年（昭和51年）11月3日）は、歌舞伎役者。屋号は濱村屋。定紋は丸に結綿。本名は瀬川 豊太郎（せがわ とよたろう）。
東京浅草鳥越の生まれ。1918年（大正7年）に 母方のいとこに当たる岩井久次郎（のち九代目岩井半四郎）の養子となる。1924年（大正13年）10月、大阪弁天座で瀬川仙魚を名のって初舞台。のち二代目瀬川菊次郎を襲名し小芝居で活躍していたが、1932年（昭和7年）4月梨園を離れ前進座に参加、翌1933年（昭和8年）に六代目瀬川菊之丞を襲名した。
脇役として、新作、丸本物、世話物などで活躍した。
1976年（昭和51年）大阪中座の『新門辰五郎』の会津の小鉄が最後の舞台となり、同年11月3日梅田のホテル阪神で急死、69歳だった。

## 出演

### テレビドラマ
- 飢餓海峡（1968年、NHK）
- 日本剣客伝（1968年、NET）
  - 第6話「堀部安兵衛」
  - 第10話「千葉周作」
- 仇討ち 第13話「逃げろ!研辰」（1968年、TBS）
- 銀河ドラマ / 華燭（1970年、NHK）
- 幻化（1971年、NHK）
- 天皇の世紀（1971年、ABC） - 水野忠邦
- 遠山の金さん捕物帳（NET）
  - 第68話「泥棒志願の男」（1971年） - 吾平
  - 第96話「おかげ参りの女」（1972年） -  伊勢屋善兵衛
  - 第100話「殿様には向かない男」（1972年）
  - 第133話「いかさまに命を賭けた男」（1973年） - 和泉屋徳兵ヱ
- 特別機動捜査隊 第573話「老刑事とその娘」（1972年、NET） - 潮
- 東芝日曜劇場 第841回「らんぷと貝殻」（1973年、TBS）
- こんな男でよかったら 第13回（1973年、YTV） - 栄斎
- どてらい男 第27話「旦那の作戦」、第29話「敵か味方か」（1974年、KTV）
- NHK大河ドラマ / 新・平家物語（1972年、NHK） - 明雲（みょううん）
- NHK大河ドラマ / 勝海舟（1974年、NHK） - 世話焼
- 伝七捕物帳（NTV）
  - 第106話「文治一番手柄」（1976年） - 天竜軒玄斎[注釈 1]
  - 第123話「悪い奴らは地獄行き」（1976年） - 相模屋嘉兵衛
  - 第137話「百叩き一両小判」（1977年） - 三笑亭円馬